# Xysticus posti
Xysticus posti là một loài nhện trong họ Thomisidae.
Loài này thuộc chi Xysticus. Xysticus posti được miêu tả năm 1968 bởi Sauer.